# Microxestoleberis nana
Microxestoleberis nana är en kräftdjursart som beskrevs av G. W. Müller 1894. Microxestoleberis nana ingår i släktet Microxestoleberis, och familjen Xestoleberididae. Arten har ej påträffats i Sverige.